# Leighton Bracegirdle
Sir Leighton Seymour Bracegirdle (Sydney, 31 maggio 1881 – Sydney, 23 marzo 1970) è stato un ammiraglio australiano.

## Carriera
Nacque a Balmain. Frequentò la Sydney Boys High School, dopodiché entrò come cadetto nel New South Wales Naval Brigade, nel 1898. Due anni più tardi raggiunse il grado di guardiamarina e partecipò alla Ribellione dei Boxer.
Bracegirdle poi servì come tenente nel South African Irregular Horse nell'ultimo anno della Seconda guerra boera. Tornò in Australia, dopo essere stato ferito e ha continuato a servire nella marina mentre lavorava come impiegato. Sposò Lillian Saunders nel 1910 e nel 1911 si unì alla Royal Australian Navy come tenente, dove lavorò nel distretto di Newcastle fino all'inizio della prima guerra mondiale.

### Prima guerra mondiale
Nell'agosto 1914 Bracegirdle si arruolò nell'Australian Naval and Military Expeditionary Force, come ufficiale di stato maggiore in Nuova Guinea fino a quando la forza è stata sciolta nel febbraio 1915. Quel mese fu nominato comandante del 1° Royal Australian Naval Bridging Train e venne inviato a Gallipoli per preparare gli sbarchi britannici a Suvla Bay nel mese di agosto 1915. La sua unità resistette bene sotto il fuoco incessante schegge e sono rimasti a Suvla, dove fu ferito, fino alla fine della campagna. Dopo aver costruito i pilastri utilizzati durante lo sbarco britannico, la sua unità svolse mansioni di manutenzione; assisti allo sbarco di truppe, negozi e munizioni e al ritiro delle truppe nel dicembre.
Dopo un periodo in ospedale per curarsi da ittero e dalla malaria, Bracegirdle tornò alla sua unità, che stava lavorando nel Canale di Suez. La sua unità rimase in Medio Oriente, assistette all'avanzata degli Alleati in tutto il Sinai e venne sciolta all'inizio del 1917. Bracegirdle tornò in Australia e fu promosso a comandante.

## Ultimi anni e morte
Tra il 1918 e il 1921 lavorò ad Adelaide. Nel 1923 è stato nominato direttore del Naval Reserves. Nel 1924 fu promosso a capitano. Bracegirdle è stato nominato militare e segretario ufficiale del Governatore Generale nel 1931.
Bracegirdle si ritirò dal marina dopo aver raggiunto il grado di contrammiraglio. Morì il 23 marzo 1970 a Sydney.